# Jus de carotte

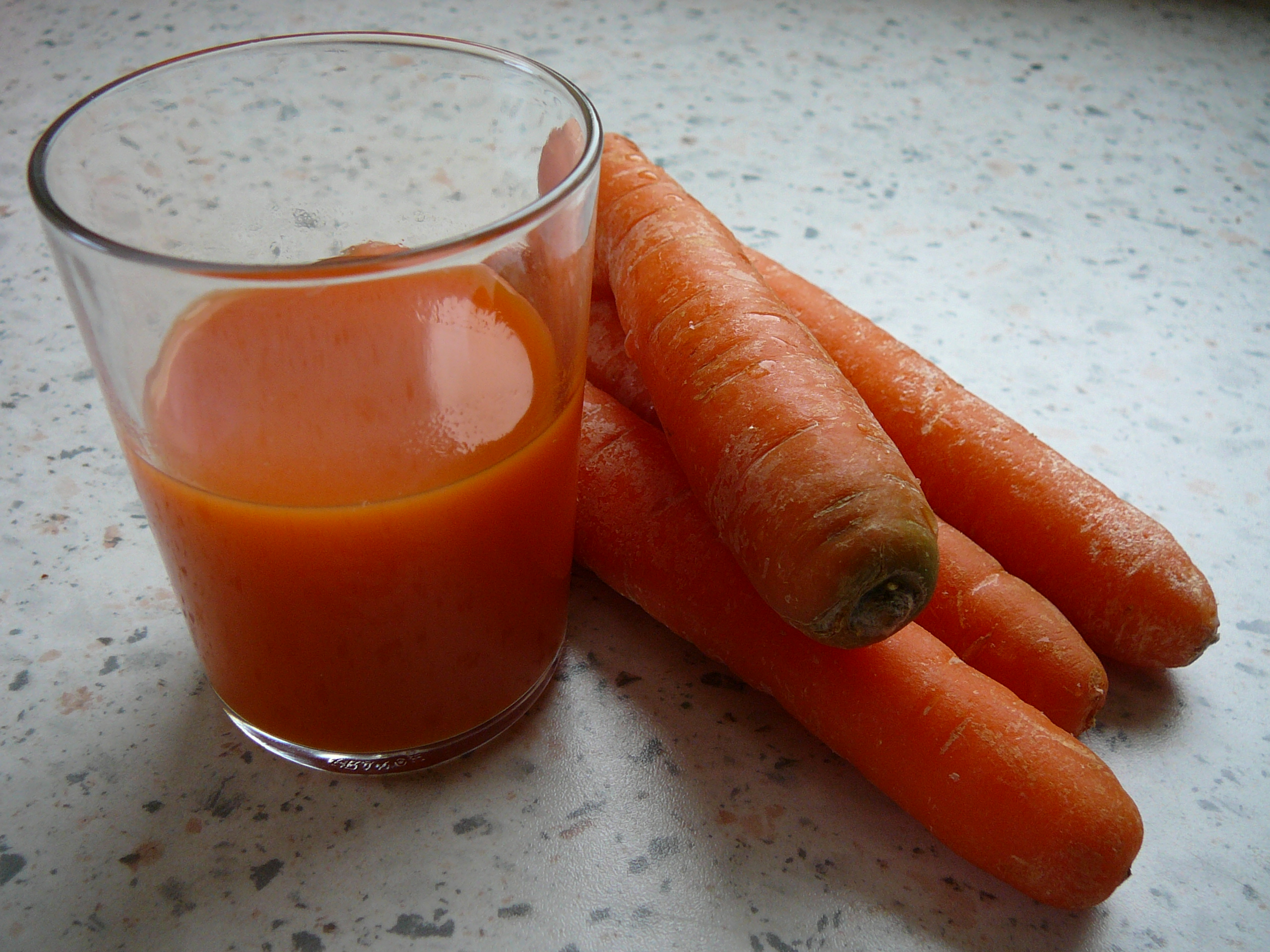
Un verre de jus de carotte.

Le jus de carotte est un jus produit à partir de carottes, souvent commercialisé comme boisson diététique. Il faut compter 450 g de carottes pour obtenir environ une tasse (235 mL) de jus, ce qui est nettement moins que des fruits tels la pomme et l'orange : la pulpe de carotte est en effet assez dure et la principale difficulté pour produire du jus de carottes est de séparer la pulpe du jus. 

## Histoire
Aux États-Unis, Norman Wardhaugh Walker (d) (1886-1985), diététicien et homme d'affaires américain fut, au début du XXe siècle, l'un des premiers diététiciens à extraire le jus des légumes, en particulier des carottes, dont on n'avait jamais pensé qu'elles pouvaient produire du jus. Il décida de moudre des carottes et de filtrer le résultat dans une étoffe, créant la première boisson diététique à base de légumes. Par la suite, Walker mit au point des machines pour presser, pulvériser et centrifuger les jus de façon efficace.

## Santé

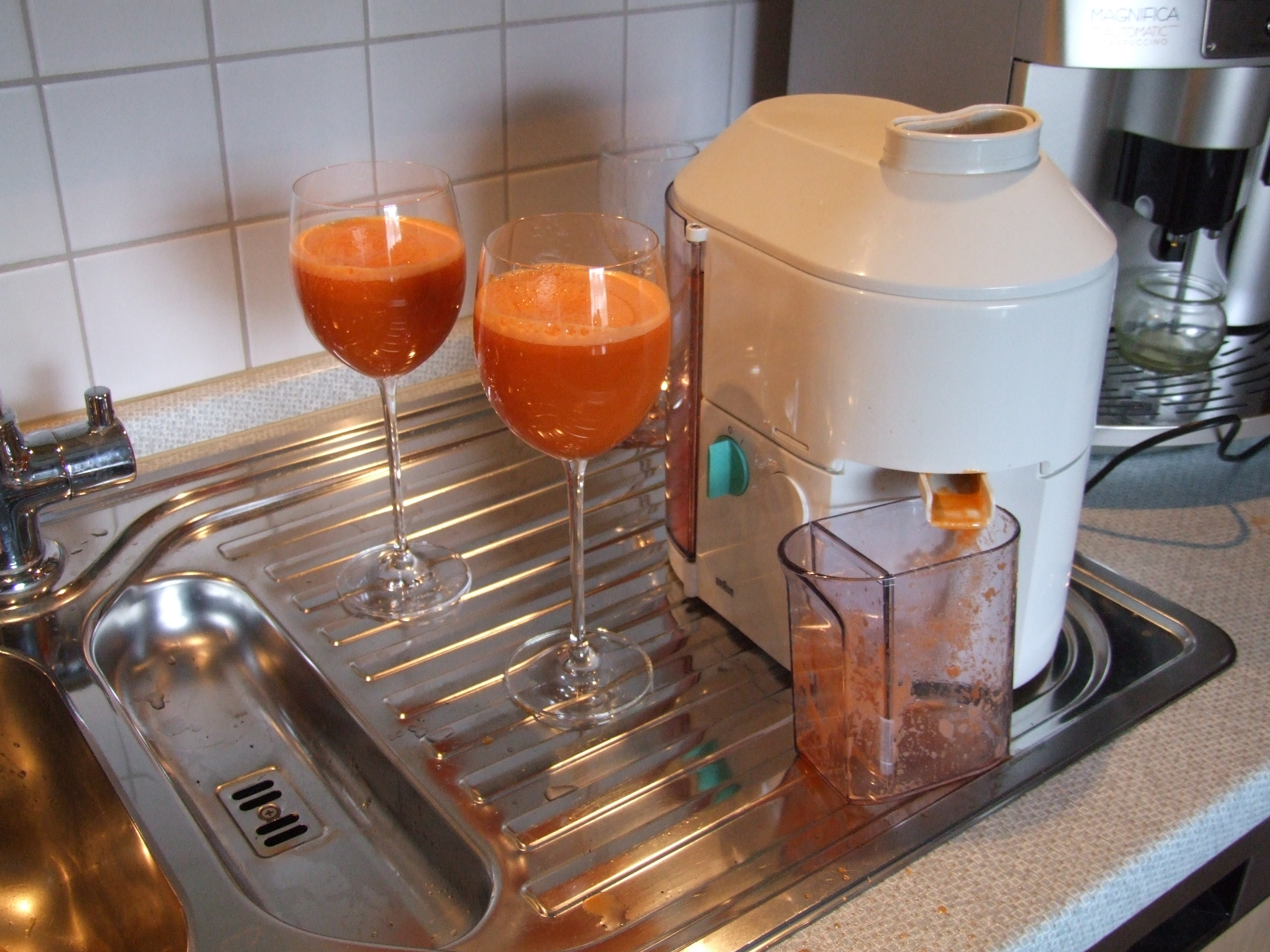
Jus de carotte extrait avec une centrifugeuse.

Le jus de carotte a une teneur particulièrement élevée en provitamine A (β-carotène), mais est également riche en vitamines B, notamment en acide folique (vitamine B9), et en divers minéraux dont le calcium, le cuivre, le magnésium, le potassium, le phosphore et le fer. 
Boire plus de trois tasses de jus de carottes par 24 heures, pendant une période assez longue, peut provoquer une caroténodermie, une affection bénigne dans laquelle la peau prend une teinte orangée.
Un excès de vitamine A est aussi possible.

## Colorant alimentaire
Aux États-Unis, le jus de carottes qui, à l'instar des pétales de roses d'Inde, contient des caroténoïdes, fut l'un des premiers colorants employés pour rendre les fromages européens plus attrayants aux yeux du consommateur américain, qui préfère, au contraire des autres consommateurs, les fromages colorés en orange plutôt que ceux à la couleur naturelle jaune pâle. Le β-carotène synthétique est toujours couramment utilisé pour colorer les fromages aux États-Unis, où les fromages colorés sont toujours préférés.

## Présentation

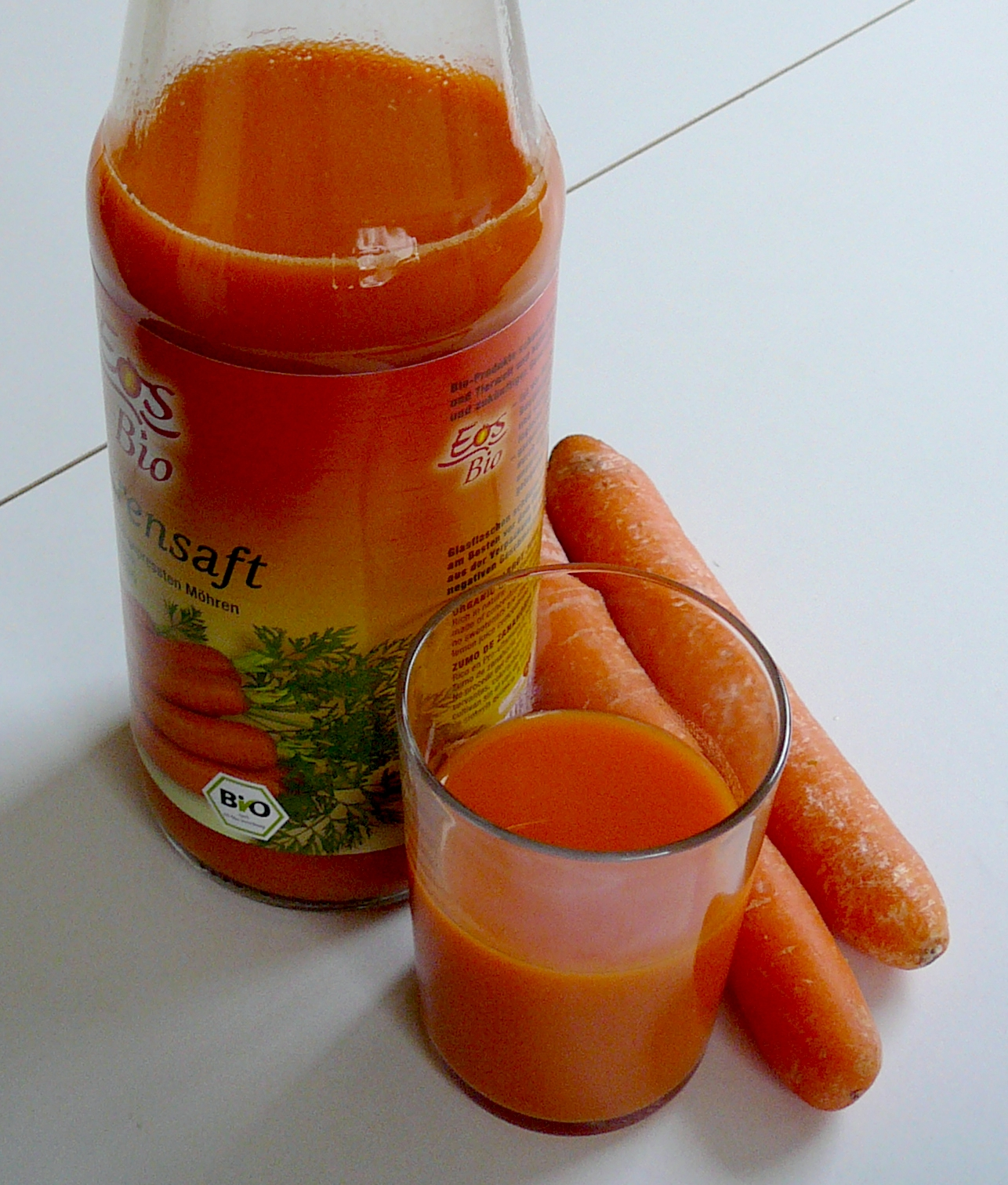
Jus de carotte « bio » en bouteille.

Le jus de carotte peut être servi frais, à la sortie de la centrifugeuse. Il existe aussi en bouteille, éventuellement « bio ».